# Metacyrba floridana
Metacyrba floridana là một loài nhện trong họ Salticidae.
Loài này thuộc chi Metacyrba. Metacyrba floridana được Willis J. Gertsch miêu tả năm 1934.